# Tai Don

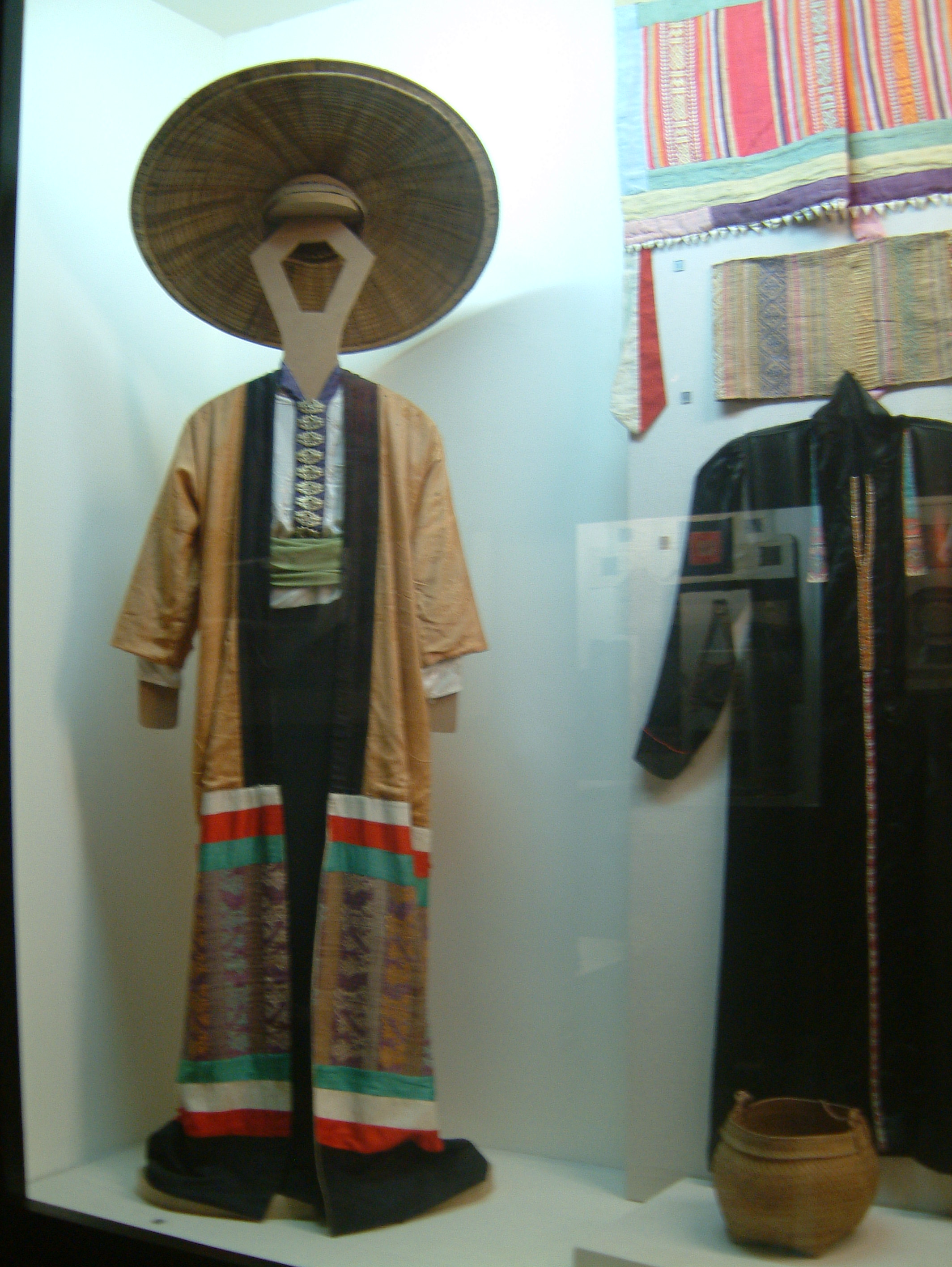
Tai-Don-Tracht im Vietnamesischen Museum für Ethnologie, Hanoi

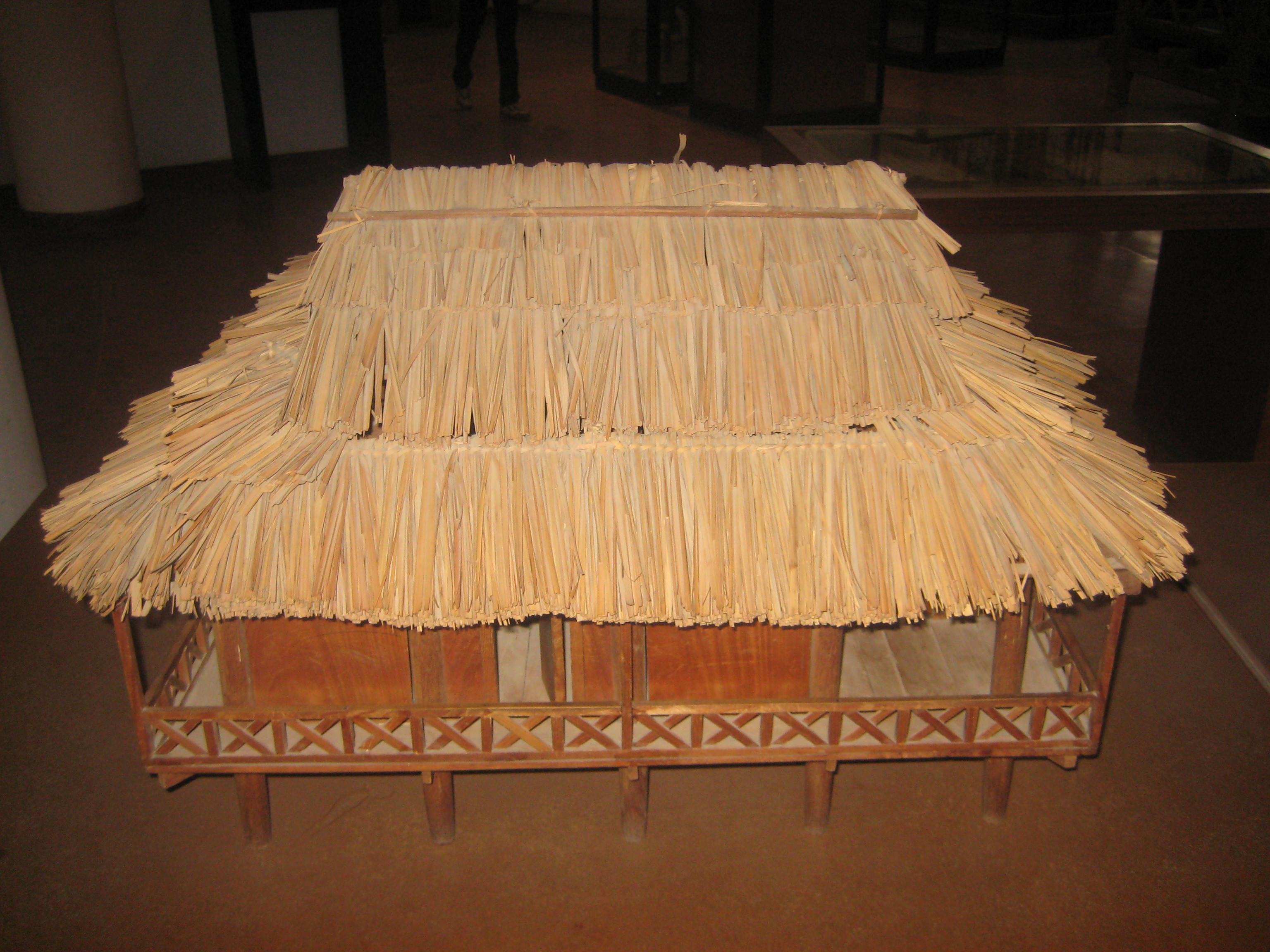
Modell eines traditionellen Tai-Don-Hauses in Lai Châu

Tai Dón („Weiße Tai“, auch Tai Khao; vietnamesisch Thái Trắng, Táy Đón oder Táy Khao; thailändisch ไทด่อน, RTGS Thai Don oder ไทขาว Thai Khao) sind eine ethnische Gruppe in Südostasien, die zur Familie der Tai-Völker zählt. Ihre Bezeichnung leitet sich von der hellen Tracht der Frauen ab, in Abgrenzung zu den benachbarten „schwarzen“ Tai Dam und „roten“ Tai Daeng. Ihre Sprache gehört zu den südwestlichen Tai-Sprachen, ist also mit dem Thailändischen und Laotischen verwandt. Sie bilden patrilineare, totemistische Familienverbände, die traditionell in autonomen Stammesfürstentümern (Müang) organisiert waren. Die Tai Don sind überwiegend Animisten. Ihre Lebensgrundlage ist der Nassreisanbau.
Die meisten Tai Don leben im nordwestlichen Vietnam, im Gebiet um den Roten und Schwarzen Fluss, den Provinzen Lai Châu, Điện Biên, Lào Cai und Sơn La. Ihre dort gelegenen Müang bildeten jahrhundertelang mit Fürstentümern der Tai Dam und Tai Daeng die Konföderation Sip Song Chu Thai („zwölf Kantone der Tai“). 1889 stellte sich der Tai-Don-Fürst Đèo Văn Trị (Kham Hum) unter französisches Protektorat. Der Tai-Don-Adel von Müang Lai (vietnamesisch Lai Châu) unter Führung der Đèo-Familie dominierte im von den Franzosen anerkannten Pays Thaï („Tai-Land“) bzw. der 1948 eingerichteten Fédération Thaï („Tai-Föderation“), die bis zum Ende des ersten Indochinakriegs 1954 bestand. Die Verwaltung der Demokratischen Republik Vietnam betrachtet die südwestliche Taisprachen sprechenden Tai-Völker Vietnams (Tai Don, Tai Dam, Tai Daeng, Phu Thai u. a.) gemeinsam als Nationalität der Thái, die als nationale Minderheit anerkannt sind. Die Zahl der Tai Don in Vietnam wurde 2002 auf 280.000 geschätzt.
In Laos ergab die Volkszählung 1995 eine Zahl von etwa 200.000 Tai Don. Sie leben vor allem in den an Vietnam grenzenden nordöstlichen Provinzen Houaphan und Phongsali. In der Volksrepublik China leben 15.000 Tai Don im an Vietnam grenzenden Autonomen Kreis Jinping (Autonomer Bezirk Honghe, Provinz Yunnan). Sie werden zur Dai-Nationalität gezählt.